# Susanne Tockan
Susanne Tockan (* 14. Dezember 1982 in Hennigsdorf) ist eine deutsche Moderatorin.

## Leben und Karriere
Tockan jobbte während ihrer Zeit als Schülerin des Marie-Curie-Gymnasiums in Hohen Neuendorf beim Regionalsender Oberhavel TV. Nach ihrem Abitur 2002 begann sie ein Studium der Germanistischen Linguistik, Literaturwissenschaft und Erziehungswissenschaft an der Universität Potsdam, das sie 2007 abschloss. 2003 begann sie, für den Lokalsender Potsdam TV zu arbeiten, bis 2006 parallel zu ihrer Tätigkeit bei Oberhavel-TV. In beiden Sendern konnte sie umfangreiche Erfahrungen im Bereich Moderation und als Nachrichtensprecherin sammeln. Bei Potsdam-TV arbeitete sie bis Mitte 2009; seit 2007 zunächst als Volontärin in der Redaktion, zuletzt für wenige Monate als festangestellte Redakteurin, Autorin und Moderatorin.
Seit Juni 2009 arbeitet Tockan für rbb Fernsehen. Dort war sie für mehrere Jahre vor allem als Reporterin und Autorin tätig. Seit Oktober 2014 gehört sie zum Fernseh-Moderatorenteam der Sendung zibb. Seit September 2015 moderierte sie zusätzlich die Nachmittagssendung rbb UM4 im Wechsel mit anderen Kollegen.
Seit 2012 ist Tockan außerdem Autorin für die MDR-Sendung Außenseiter-Spitzenreiter. Außerhalb des Fernsehens ist sie gelegentlich als Event-Moderatorin tätig. 
Tockan lebt in Potsdam.